# Neodolatelná Silvie
Neodolatelná Silvie   (originální název Private Gaia 2: Irresistible Silvie) je pornografický film francouzské produkce s mezinárodním obsazením z roku 1997.

## Děj
Silvie je dcera bohatého francouzského playboye, který žije v Paříži. Je frustrovaná z toho, že o ni nikdy otec nejevil zájem. Po smrti matky se rozhodne jej najít a seznámit se s ním. Chce ho potrestat, pomstít se mu. Když jej v Paříži najde, otec ji pozve k sobě domů a nabídne ji, aby u něj a jeho ženy bydlela. Silvie začne vymýšlet plán a intrikovat. Vyhledá jeho obchodní společníky a nejlepší přátelé, se kterými se postupně vyspí. Jejím záměrem je u něj vyvolat pocit, že ona je krásná a přitažlivá, všichni ji mohou mít, ale ne on.

### Upozornění
Film je určen pouze pro dospělé (18+). Ve filmu jsou nahé scény a sexuální praktiky (masturbace, sex, orální sex, cum shot, anální sex, lesbický sex, sex ve třech, skupinový sex). 

## Obsazení
| Silvia Saint        | Silvie                     |
| Philippe Dean       | Philippe Dean, otec Silvie |
| Katarina Martinez   | manželka Philippa Deana    |
| Paula Wild          | Kikki Dee                  |
| Richard Langin      |                            |
| Amanda              |                            |
| David Perry         |                            |
| Jean-Yves Le Castel | Jean-Yves Lecastel         |
| Tony Toscany        |                            |

## Filmový štáb, další role
| Christoph Clark    | výtvarník            |
| Victor Pafi        | výtvarník            |
| Sophie Summers     | kadeřnice, maskérka  |
| Jean-Paul Bozzetti | světla               |
| Zoltan Brax        | pomocník osvětlovače |
| Victor Pafi        | pomocník kamery      |
| Simone Flowers     | asistent režie       |
| George Stevel      | asistent režie       |